# David Adickes
David Adickes (Huntsville, 19 gennaio 1927 – 13 luglio 2025) è stato uno scultore statunitense.

## Biografia
Studiò presso la Sam Houston State University e il Kansas City Art Institute. Viaggiò molto in Europa, Giappone, Medio Oriente, Russia e Nord Africa e ritornò poi in Texas per insegnare arte presso l'Università del Texas di Austin.
La sua opera più famosa è la statua monumentale di Sam Houston, costruita a Huntsville, in Texas (la sua città natale). 
Fra le altre sue sculture si ricordano:
- The Virtuoso (Houston, 1983)
- The French Telephone (Houston, 1984)
- The Stone Trumpet (Galveston, 1984)
- The Winds of Change (Bush International Airport, Houston, 1989)
- Sam Houston Statue (Huntsville, 1994)